# Eetverslaving
Een eetverslaving is een psychische aandoening, een afwijking van het normale eetgedrag. Een eetverslaafde voelt een dwangmatige drang voor het innemen van meer voedsel dan normaal is voor de leeftijd, het geslacht en dergelijke. Net als bij elke andere verslaving is er sprake van een mentale afhankelijkheid van het middel, in dit geval voedsel.
Mensen met een ernstige eetverslaving eten vaak bijna de hele dag door. Verslaving aan de koolhydraten (suikers) in de voeding is een grote boosdoener bij eetverslaving. Vanwege de veelal veel grotere energie-inname in vergelijking met het energieverbruik bestaat er een zeer grote kans op obesitas (vetzucht).